# Колпи (Тренто)
Колпи је насеље у Италији у округу Тренто, региону Трентино-Јужни Тирол.
Према процени из 2011. у насељу је живело 54 становника. Насеље се налази на надморској висини од 1265 м.